# Henricia fisheri
Henricia fisheri is een zeester uit de familie Echinasteridae.
De wetenschappelijke naam van de soort werd in 1962 gepubliceerd door Ailsa McGown Clark.